# Leptodactylus latrans
Leptodactylus latrans é uma espécie de anfíbio  da família Leptodactylidae. Seu nome comum no Brasil é Rã-manteiga.

## Nomenclatura e taxonomia
Durante vários anos usou-se o nome Leptodactylus ocellatus para esta espécie, entretanto, o Leptodactylus latrans tem prioridade.

## Distribuição geográfica e habitat
Pode ser encontrada na Argentina, Bolívia, Brasil, Colômbia, Guiana Francesa, Guiana, Paraguai, Suriname, Trinidad e Tobago, Uruguai, Venezuela e possivelmente Peru.
Os seus habitats naturais são: florestas secas tropicais ou subtropicais , florestas subtropicais ou tropicais húmidas de baixa altitude, savanas áridas, savanas húmidas, matagal árido tropical ou subtropical, matagal húmido tropical ou subtropical, campos de gramíneas de clima temperado, campos de gramíneas subtropicais ou tropicais secos de baixa altitude, campos de gramíneas de baixa altitude subtropicais ou tropicais sazonalmente húmidos ou inundados, rios, rios intermitentes, áreas húmidas dominadas por vegetação arbustiva, pântanos, lagos de água doce intermitentes, marismas de água doce, marismas intermitentes de água doce, nascentes de água doce, pastagens, jardins rurais, áreas urbanas, florestas secundárias altamente degradadas, lagoas, áreas agrícolas temporariamente alagadas e canals e valas.
Está ameaçada por perda de habitat.